# Ahrweiler Rosenthal
Der Ahrweiler Rosenthal ist eine Einzellage im deutschen Weinbaugebiet Ahr und gilt als gute Lage in der Gemeinde Ahrweiler. Sie ist Teil der Großlage Klosterberg im Bereich Walporzheim/Ahrtal. Die Lage schließt im Osten an den Ahrweiler Forstberg und im Westen an den Ahrweiler Silberberg an.
Im unteren Bereich der Lage schließt die Lage zur Straße und zur Bahnlinie mit einer hohen Stützmauer ab.
Die Rebflächen liegen auf einer Höhe von 110 bis 180 m ü. NN.
Der Name dieser Einzellage ist unklar.  Zum einen kann die Benennung ein Hinweis auf Wildrosen auf dem Gelände der Lage sein. Zum anderen kann die Bezeichnung auf das alte Wort Runst (rinnendes) zurückgehen  und wäre damit ein Hinweis auf einen Rinnsal oder eine Quelle.
Mit 50,75 Hektar definierter Rebfläche handelt es sich um eine der großen Einzellagen des Ahrtals.
Die nach Süd bis Südost ausgerichtete Steillage auf Schieferverwitterungs-Boden mit Grauwacke  im östlichen Teil, Gehängelehm im oberen Bereich und Loess im westlichen Teil ist überwiegend mit der Rebsorte Spätburgunder (Anteil 70 %) bestockt. Ergänzt wird der Rebbestand durch 15 % Blauer Portugieser, 5 % Frühburgunder, 5 % Dornfelder und 5 % verteilt auf Müller-Thurgau, Ortega und Riesling. Anfang der 1970er-Jahre lag der Anteil der Portugieser-Rebe noch bei 40 Prozent.
Von der ausgewiesenen Fläche sind zurzeit ca. 21 Hektar bestockt. Die bekannten Weingüter Weingut Adeneuer und Rotweingut Jean Stodden besitzen Anteile an dieser Spitzenlage.